# Иге
И́ге (Игес; латыш. Īģe, Iģe) — река в Латвии. Течёт по территории в Стайцельской, Алойской, Браславской и Бривземниекской волостей Алойского края, Дикльской волости Коценского края, и Сканькалнской волости Мазсалацского края. Левый приток среднего течения Салацы.
Длина реки составляет 49 км. Площадь водосборного бассейна равняется 226 км² (по другим данным — 233 км²). Объём годового стока — 0,05 км³. Уклон — 1 м/км.